# Hereditäre Koproporphyrie
Die hereditäre Koproporphyrie (HCP) ist eine akute, hepatische (die Leber betreffende) Stoffwechselstörung aus der Gruppe der Porphyrien. Diese Erkrankungen betreffen die Synthese von Porphyrinen wie etwa Häm, dem roten Blutfarbstoff. HCP zeigt hauptsächlich Symptome im Nervensystem und an inneren Organen (neuroviszeral), seltener auch Sonnenunverträglichkeit.
Die HCP ist eine angeborene Bildungsstörung des roten Blutfarbstoffs Hämoglobin, hervorgerufen durch den teilweisen Ausfall des Enzyms Coproporphyrinogen-Oxidase (CPO, 6. Enzym der Häm-Bildungskette). Durch die herabgesetzte Aktivität des Enzyms kommt es zur Akkumulation von Vorläuferstoffen (Koproporphyrine) in der Leber und im Kot. Die HCP wird autosomal dominant vererbt. Symptomatik, auslösende Faktoren und Behandlung gleichen denen der akut intermittierenden Porphyrie (AIP), mit dem Unterschied, dass in manchen Fällen Sonnenlicht nicht vertragen wird.